# Мирмекофиты

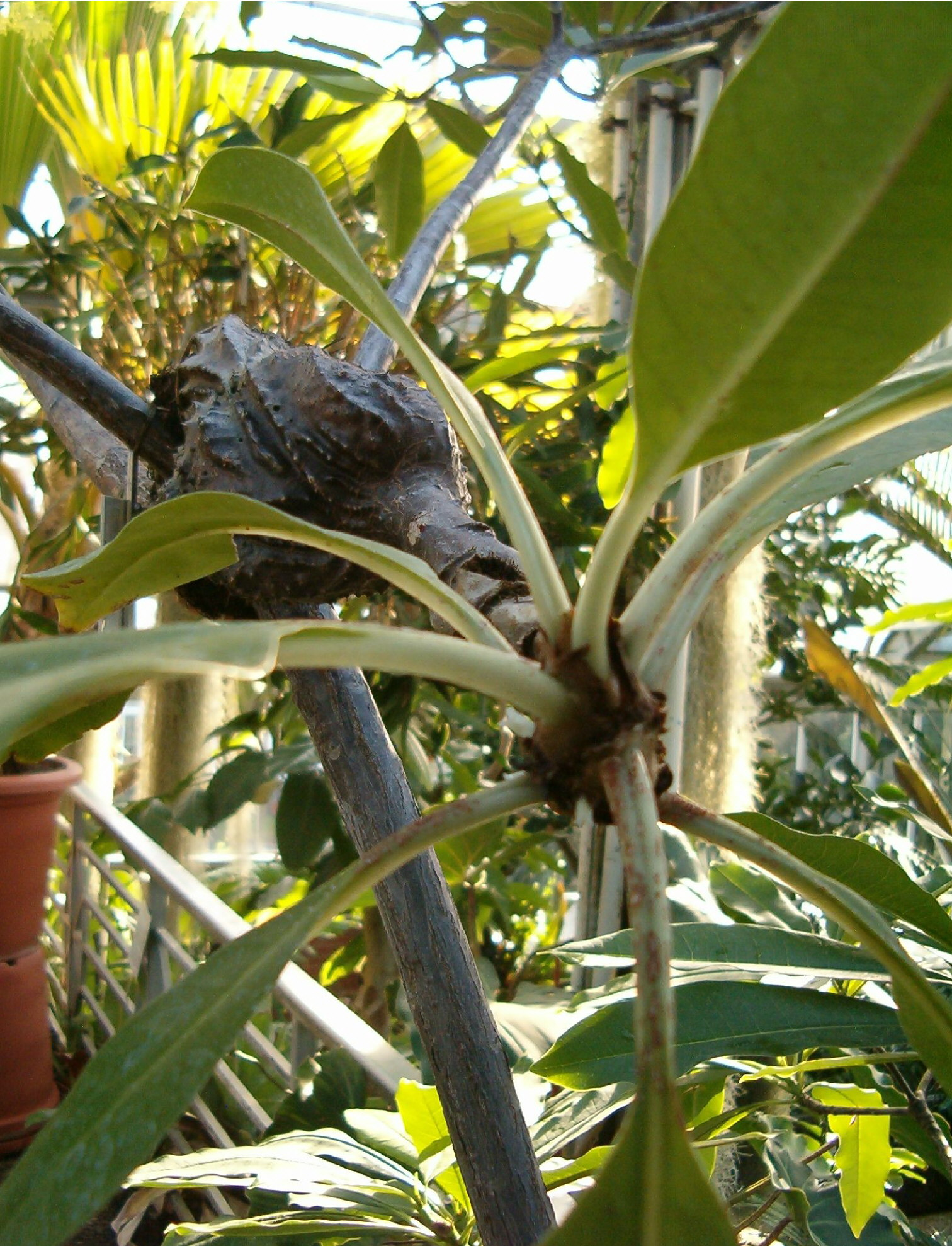
Myrmecodia tuberosa

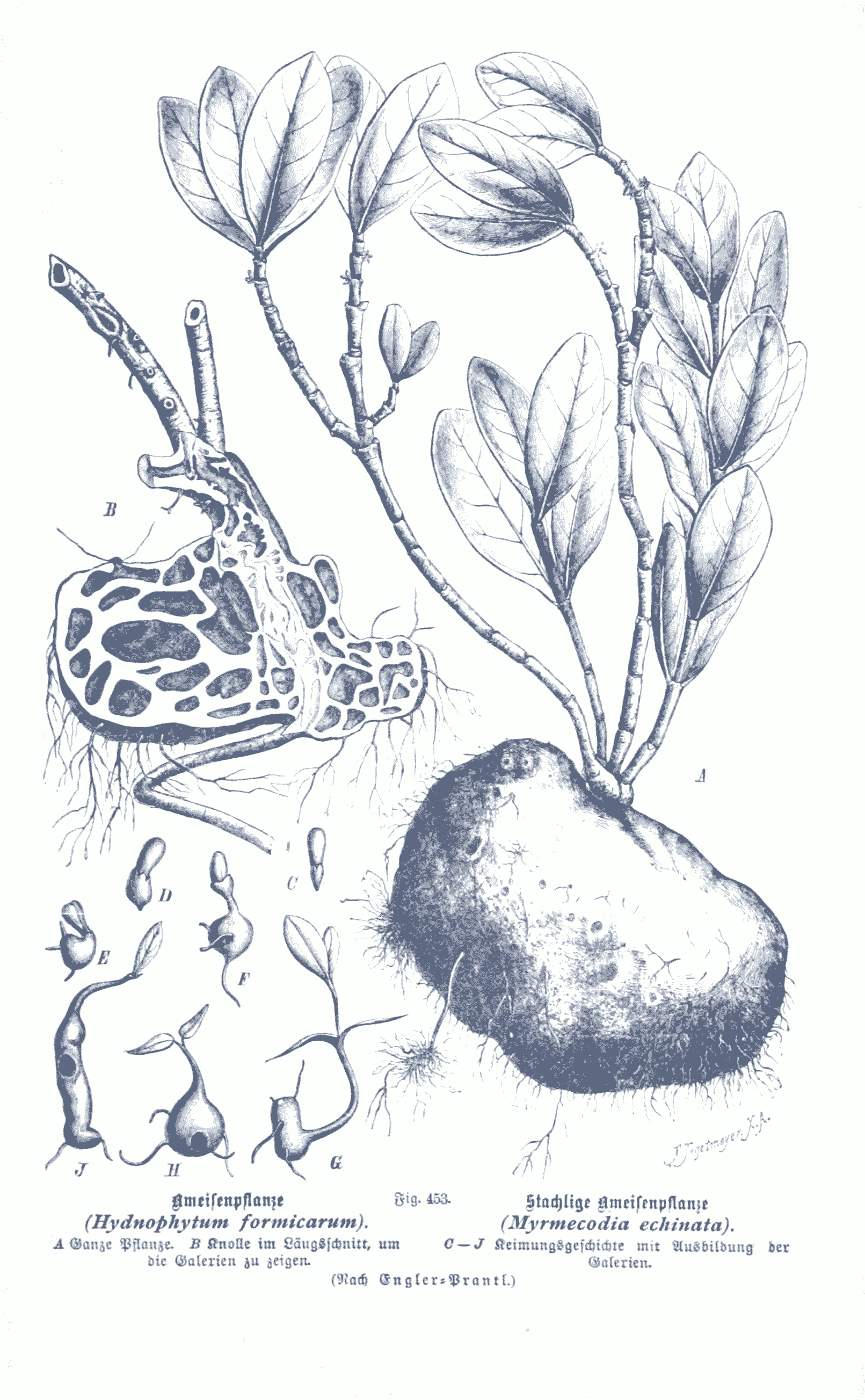
Мирмекофиты Hydnophytum formicarum и Myrmecodia echinata

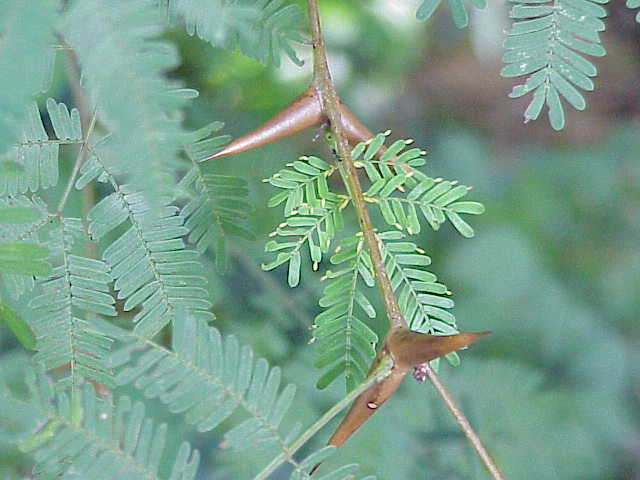
Шипы Acacia collinsii для муравьёв

Мирмекофиты (лат. Myrmecophytes от др.-греч. μύρμηξ «муравей» и φυτόν — «растение»), или «муравьиные растения» — виды растений, живущие во взаимовыгодных отношениях с муравьями, предоставляя им место для размещения муравейников.

## Описание
Мирмекофиты имеют специальные образования (полости в ветвях, шипах, черешках листьев и т. д.) для размещения и привлечения муравьёв. Известны целые группы древесных муравьёв (рода Azteca и Camponotus, подсемейство Pseudomyrmecinae), специализированные на обитании в мирмекофитных растениях (например, муравьи рода Pseudomyrmex, живущие в ветвях акаций и защищающие их от фитофагов).
Муравьи Allomerus decemarticulatus развили трёхсторонний симбиоз с растением-хозяином Hirtella physophora и липким грибом, которого они используют как ловушку для насекомых.
Myrmelachista schumanni создают сады дьявола, убивая окружающие растения и расчищая место для Duroia hirsuta, в стеблях которых они живут. Такое модифицирование леса обеспечивает муравьям больше места для гнёзд. Некоторые деревья имеют дополнительные цветочные нектарники, которые служат пищей для муравьёв, а те, в свою очередь, защищают растения от травоядных насекомых.

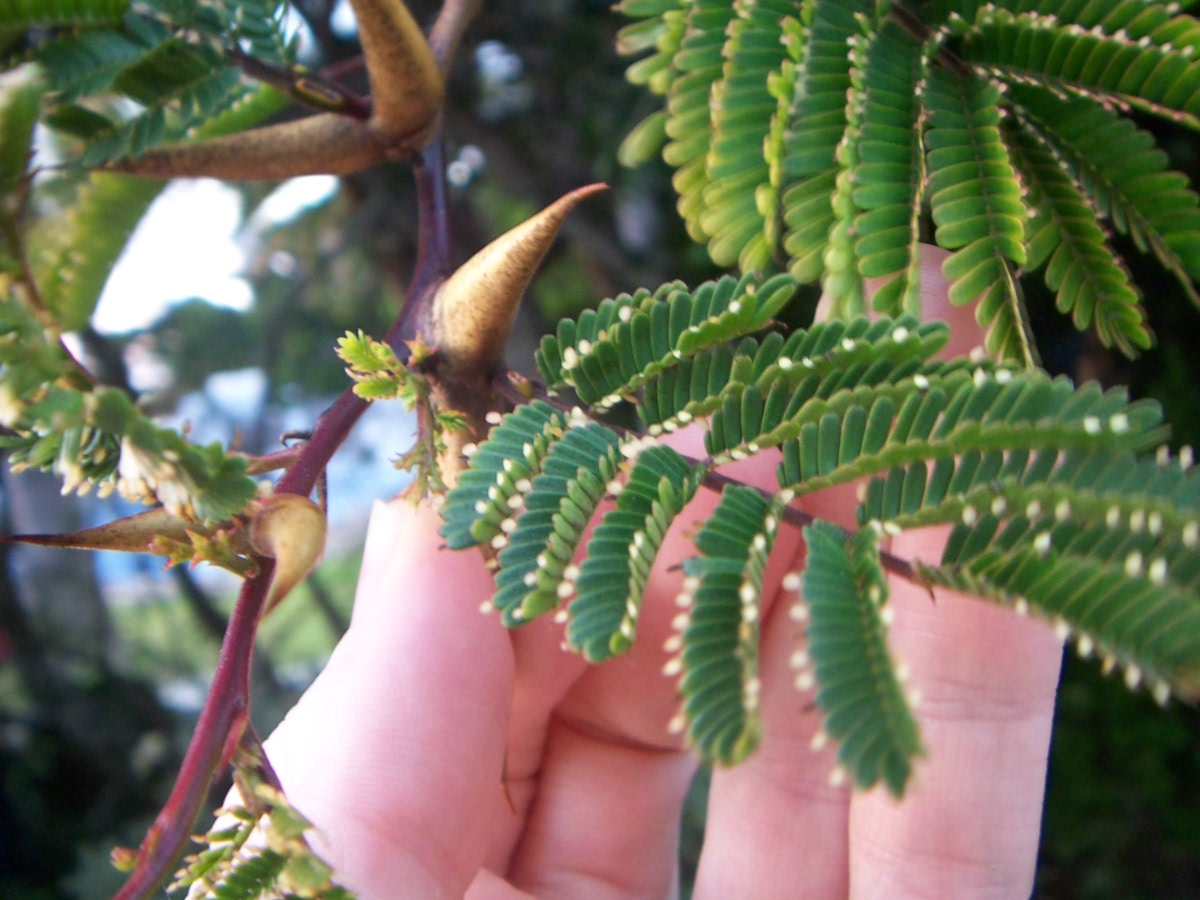
Листья с хорошо заметными «пищевыми тельцами», находящимися на кончиках листьев

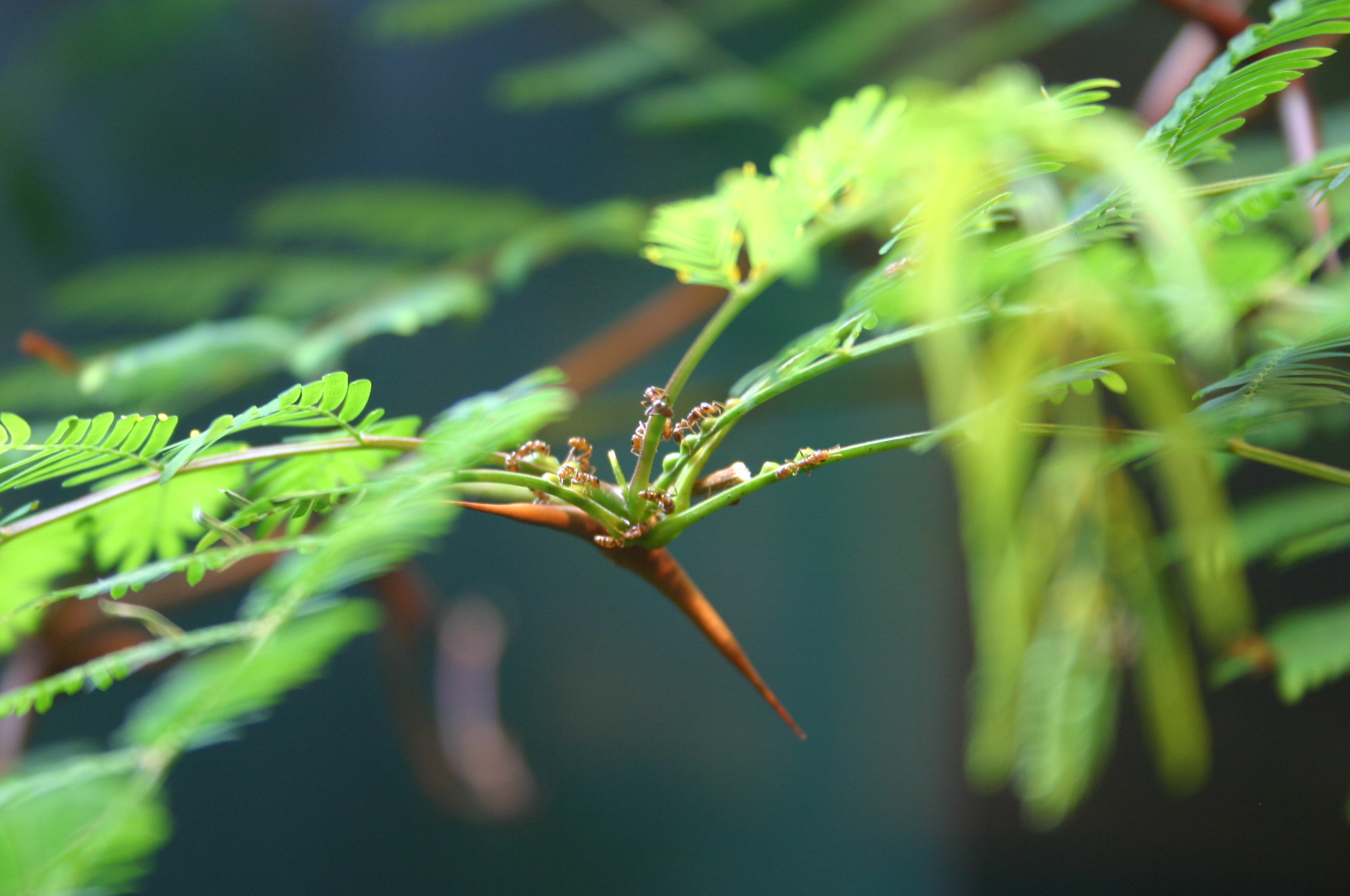
с обитающими на ней муравьями

У ряда видов тропических деревьев способ привлечения муравьёв достиг логического завершения: они обладают не только экстрафлоральными нектарниками, содержащими сахара, но и подходящими местами для устройства муравьями гнезд и даже твердые белковые и жировые корма. Многие виды акации (Acacia sphaerocephala, Acacia cornigera, Acacia collinsii) привлекают муравьёв при помощи «пищевых телец» (тельца Бельта), находящихся на кончиках листьев и наличием полостей в специализированных вздутых колючках, в которых находятся места для устройства гнезд. В них селятся муравьи одного из видов рода псевдомирмекс, которые защищают своё «гнездовое» дерево от насекомых-фитофагов. Муравьи также нападают на млекопитающих, и очищают от других растений определённый участок вокруг дерева, уничтожая тянущиеся к нему ветви. Муравьи подсемейства долиходерины — виды из рода Azteca — селятся на деревьях рода Cecropia, предоставляющих им жилье и пищу. В данных примерах высшей ступени мутуалистических взаимоотношений между муравьями и растениями первые обеспечивают дереву защиту, получая в свою очередь территорию, удовлетворяющую потребностям в пространстве обитания и пище. Исследование с помощью изотопных маркировок показали, что растение также получает азот от муравьёв. Другим примером такого эктосимбиоза является дерево Macaranga, связанное с остробрюхими муравьями.

## Список мирмекофитов
- Acacia (Mimosoideae)
  - Acacia collinsii
  - Acacia cornigera
  - Acacia sphaerocephala
- Cecropia (Urticaceae)
- Dischidia (Apocynaceae)
  - Dischidia major
- Duroia (Rubiaceae)
  - Duroia hirsuta
- Hirtella (Chrysobalanaceae)
  - Hirtella physophora
- Hydnophytum (Rubiaceae)
  - Hydnophytum formicarum
- Macaranga
- Myrmecodia (Rubiaceae)
  - Myrmecodia armata
  - Myrmecodia beccarii
  - Myrmecodia echinata
  - Myrmecodia lamii
  - Myrmecodia pendens
  - Myrmecodia platytyrea
  - Myrmecodia tuberosa

etc
- Myrmecophila (Orchidaceae)
  - Myrmecophila tibicinis
- Tillandsia (Bromeliaceae)
  - Tillandsia ariza-juliae
  - Tillandsia baileyi
  - Tillandsia balbisiana
  - Tillandsia bulbosa
  - Tillandsia butzii
  - Tillandsia caput-medusae
  - Tillandsia diguetii
  - Tillandsia disticha
  - Tillandsia ehlersiana
  - Tillandsia intermedia
  - Tillandsia paucifolia
  - Tillandsia pruinosa
  - Tillandsia pseudobaileyi
  - Tillandsia seleriana
  - Tillandsia streptophylla